# Kim Mestdagh
Kim Mestdagh (Ypres, 12 marzo 1990) è una cestista belga.
È la figlia di Philip Mestdagh e la sorella di Hanne Mestdagh. Dal 2022 è sposata con Giorgia Sottana.

## Carriera
Con il Belgio ha disputato i Giochi olimpici di Tokyo 2020, i Campionati mondiali del 2018 e tre edizioni dei Campionati europei (2017, 2019, 2021).

## Palmarès
- Campionato WNBA: 1
Washington Mystics: 2019
- Campionato italiano: 1
Famila Schio:  2021-22
- Supercoppa italiana: 1
Famila Schio: 2021
- Coppa Italia: 2
Famila Schio: 2021, 2022